# Юкич, Иван
И́ван Ю́кич (босн. Ivan Franjo Jukić, в монашестве Фра́ньо, то есть Франциск; 1818—1857) — писатель, католический монах, родом из Боснии. Иногда подписывался псевдонимом «Славолюб Бошняк» (Slavoljub Bošnjak). Был горячим приверженцем Людевита Гая.

## Биография

Книга Ивана Юкича

В Дубровнике Иван Юкич занимался изучением стародубровницких памятников. По возвращении в Боснию открыл народную школу, где сам учительствовал, и в то же время собирал произведения народного творчества и памятники древности. В это время он издал «Početak pismenstva i napomene nauka Krstjanskoga» (Загреб, 1848), «Bosanski prijatelj» (ib., 1850—1853, 1861), «Zemljopis i pověstnica Bosne» (ib., 1851). Когда турецкое правительство отправило в Боснию Омера-пашу для противодействия боснийско-магометанской аристократии и для полного проведения танзимата, Юкич издал «Slavodobitnica Orner paši prikazana miesto svih kristjanah u Bosni» (Загреб, 1852). После долгого заключения в Константинополе Юкич жил в Риме, потом в Дьякове у епископа Штросмайера, умер в Вене. Другие его сочинения: «Pregled turskog carstva v Europi» (Загреб, 1850) и «Narodnie pjesme bosanske i hercegovačke» (Осиек, 1858, в сотрудничестве с Мартичем).